# Donje Komarevo
Donje Komarevo falu Horvátországban, Sziszek-Monoszló megyében. Közigazgatásilag Sziszekhez tartozik.

## Fekvése
Sziszek belvárosától légvonalban 9, közúton 16 km-re délkeletre, a Sziszeket Hrvatska Dubicával összekötő 224-es számú út mentén, Gornje Komarevo és Blinjski Kut között fekszik.

## Története
A határában fekvő Gradine nevű magaslaton található történelem előtti eredetű vármaradvány tanúsága szerint itt már ősidők óta éltek emberek. Komarevo neve 1435-ben bukkan fel először „possessio Komarnyche” alakban. A 16. században a török elleni védelmi rendszer részeként határában építették fel Kis Komar várát. 1773-ban az első katonai felmérés térképén „Dorf Unter-Komarovecz” néven találjuk, tehát ekkor már a régi Komarevo két részre válik, alsó és felső részre. Donje Komarevónak 1857-ben 334, 1910-ben 452 lakosa volt. A 20. század első éveiben a kilátástalan gazdasági helyzet miatt sokan vándoroltak ki a tengerentúlra. 1918-ban az új szerb-horvát-szlovén állam, majd később Jugoszlávia része lett. A második világháború idején a Független Horvát Állam része volt. A háború után a béke időszaka köszöntött a településre. Enyhült a szegénység és sok ember talált munkát a közeli városban. A falu 1991. június 25-én a független Horvátország része lett. 1991 júliusától októberéig többször támadták tüzérséggel a közeli szerb falvakban állomásozó szerb erők. Lakóházai súlyos károkat szenvedtek, lakói közül többen megsebesültek, de a falu horvát védői sikeresen verték vissza a támadásokat. 2011-ben 325 lakosa volt.

## Népesség
| Lakosság változása | Lakosság változása | Lakosság változása | Lakosság változása | Lakosság változása | Lakosság változása | Lakosság változása | Lakosság változása | Lakosság változása | Lakosság változása | Lakosság változása | Lakosság változása | Lakosság változása | Lakosság változása | Lakosság változása | Lakosság változása |
| ------------------ | ------------------ | ------------------ | ------------------ | ------------------ | ------------------ | ------------------ | ------------------ | ------------------ | ------------------ | ------------------ | ------------------ | ------------------ | ------------------ | ------------------ | ------------------ |
| 1857               | 1869               | 1880               | 1890               | 1900               | 1910               | 1921               | 1931               | 1948               | 1953               | 1961               | 1971               | 1981               | 1991               | 2001               | 2011               |
| 334                | 376                | 426                | 399                | 431                | 452                | 443                | 468                | 193                | 464                | 491                | 459                | 418                | 380                | 300                | 325                |

## Nevezetességei
- Gradine történelem előtti, majd a középkorban is használt vár maradványa.
- Kis Komar 16. századi várának maradványai.